# شاشالی فوربز
شاشالی فوربز (انگلیسی: Shashalee Forbes؛ زادهٔ ۱۰ مهٔ ۱۹۹۶) دونده زن اهل جامائیکا است.
وی در مسابقات کشوری و بین‌المللی در مجموع برندهٔ ۲ مدال طلا، ۱ مدال برنز شده‌است.